# امرأة وخمسة رجال (فلم)
امرأة وخمسة رجال، فيلم إنتاج سنة 1997، يَحكي عن قصة «غزال» فيفي عبده وهي امرأة أُمية وفقيرة، ثم بعد فترة تصبح صاحبة أكبر مصانع الملابس في مصر، وتتحول إلى امرأة مُتسَلِطة وشريرة. زوجها الفنان حسن حسني وابنتها الفنانة حنان ترك، وهي متعددة الأزواج. تجري الأحداث حول زوجها الأخير الذي يقوم بإغتصاب ابنتها فتقتله.
بطولة:
- فيفي عبده
- علاء ولى الدين
- ياسر جلال
- محمد سعد
- هالة فاخر
- حنان ترك
- وفاء عامر
- حسن حسني[3]